# Тофамна (язык)
Тофанма (Tofanma language) — папуасский язык, родной для одноименной народности, проживающей в индонезийской провинции Папуа к югу от ее административного центра Джаяпура (района Сенгги, Тофанма-Сату и Тофанма-Дуа округа Кером).